# Перкинс, Александрия
Александрия Пе́ркинс (англ. Alexandria Perkins, род. 27 июля 2000, Саутпорт) — австралийская пловчиха, специализирующаяся на плавании баттерфляем. Серебряный призёр Олимпийских игр 2024 года, многократный призёр чемпионатов мира.

## Карьера
В декабре 2022 года на чемпионате мира по плаванию на короткой воде в Мельбурне завоевала две серебряные медали в эстафетных заплывах в составе австралийской команды.
На чемпионате мира 2024 года в Дохе завоевала три серебряные медали в различных эстафетных заплывах в составе австралийской команды.
В 2024 году на летних Олимпийских играх в Париже в составе австралийской смешанной эстафетной четвёрки вольным стилем выиграла серебряную медаль.
На чемпионате мира 2024 года в 25-метровом бассейне, в Будапеште, завоевала 3 медали, в том числе две бронзовые в индивидуальных заплывах баттерфляем на 50 и 100 метров.
В 2025 году на чемпионате мира в Сингапуре стала серебряным призёром на дистанции 50 метров баттерфляем и бронзовым призёром на дистанции 100 метров баттерфляем. 